# Letis tiasa
Letis tiasa là một loài bướm đêm trong họ Erebidae.